# Folk català
El Folk català (de l'anglès folk, poble) és un estil de música que parteix de la barreja entre el folk, la música popular i tradicional per arranjar-la. Aquests arranjaments poden partir originàriament de temes musicals populars o només prendre'n l'estil i formar temes propis dels autors. La força de la música folk és l'arrelament tradicional que el lliga amb la societat popular, que es tracta d'una música que parteix de les melodies del poble.
La tradició musical folk dels Països Catalans va estar a punt de desaparèixer durant el segle xx, però iniciatives com la del Grup de Folk, amb una breu però fructífera carrera a final dels anys seixanta, van ajudar a revifar-la. Vint anys després es crearia Tradicionàrius, que des d'aleshores treballa per mantenir viva una música que encara no ha sortit dels circuits minoritaris.

## Història
A principi del segle xx, la música tradicional catalana, per motius polítics, socials, econòmics i culturals, estava a punt de desaparèixer. El 1959 va sorgir el moviment de la Nova Cançó, que s'inspirava en la cançó francesa. No seria, però, fins a quasi deu anys després, el 1967, que emergiria el folk. A impulsar-lo hi ajudarien artistes com Jaume Arnella, que en aquella època treballava en la confecció de cançoners populars.

### Anys 60
Paral·lelament, l'Escola d'Arquitectura de Barcelona va acollir un festival folk en el qual van coincidir joves solistes i grups. A Arnella es van sumar músics i cantants que van constituir un col·lectiu de 26 membres: el Grup de Folk. El 23 de maig de 1968 van fer un concert històric al parc de la Ciutadella de Barcelona. Els dos discos editats pel Grup de Folk entre el 1967 i el 1968 constitueixen la matèria primera a partir de la qual van sorgir desenes de formacions de característiques semblants arreu dels Països Catalans.
El Grup de Folk es va dissoldre amb la marxa dels principals solistes, entre ells alguns de tan coneguts com Maria del Mar Bonet, Jaume Sisa i Pau Riba. Alguns dels membres del col·lectiu van formar bandes pròpies d'arrel tradicional al llarg de la dècada dels setanta. Va ser el cas de Jaume Arnella, Xesco Boix i Jordi Roura i Llauradó. Una de les més importants va ser Ara Va de Bo, adreçada al públic infantil. Durant molt de temps va ser l'únic grup en actiu de música tradicional.

### Anys 90
A començament dels vuitanta van aparèixer nous grups disposats a revitalitzar el panorama musical: La Galana, creada per Jaume Arnella; el Tercet Treset de la Vila de Gràcia, fundat per membres d'Ara Va de Bo; i La Murga, impulsada per Jordi Fàbregas, que més endavant va esdevenir Primera Nota. Tot plegat seria el germen del Centre Artesà Tradicionàrius (CAT), inaugurat el 1988 a Barcelona.
Aviat el Tradicionàrius es va convertir en el principal aparador del sector del folk dels Països Catalans. Al llarg de la dècada dels noranta, el CAT va crear una important àrea d'influència i va créixer en tots els sentits.
No obstant això, durant els anys noranta, és a les comarques de Catalunya on es produeix la més important implantació de grups de música folk. La gralla va revifar al Penedès, al Garraf i al Camp de Tarragona, sobretot a Reus i a Valls. Al Vallès, del si de Xarop de Canya, va sorgir La Banda d'en Vinaixa. A la Catalunya central, Sac i Tombo es va reconvertir en Fortabarreja. Al Penedès, Els Cosins del Sac es van concentrar en els repertoris de la comarca.
A Girona també arriba el folk i neixen Escampillem, que actua com a grup i com a associació que anirà organitzant a partir d'aquest moment i fins avui en dia nombrosos cursos, trobades, festivals, etc., els Grallers de la Muralla i els Groullers. A la Garrotxa, Clau de Lluna es va dissoldre i va donar pas a Sa Cobla, La Criatura Verda i altres iniciatives. A la Selva, Mirna Vilasís i Xavi Múrcia van alternar la cançó d'arrel, sota el nom de Tralla i la d'origen netament popular, com La Cobleta de la Selva. Al Ripollès, Amadeu Rossell va crear Tururut Bonaigua i, més endavant, Els d'en Samarra. A Osona, Ramon Manent dirigeix Bitayna. Al Pirineu sorgeix El Pont d'Arcalís. Al Pla de l'Estany hi ha Els Trobadors. A Cambrils, hi ha els inquiets Traüt de Tarí, que realitzen una proposta de tecno-folk sota el nom de Gadegang. A Tarragona apareixen Els Francolins, una banda de flabiols i altres instruments de vent. I a Ponent emergeixen grups com La Rural i Cercavins. Fins i tot, a la Vall d'Aran hi ha activitat, amb l'agrupació Es Corbiulhers de Lès i, més endavant amb Bramatopín. A banda, Marcel Casellas i Eduard Iniesta també endeguen projectes personals.
A les Terres de l'Ebre, Quico el Célio, el Noi i el Mut de Ferreries debuten el 1992. La formació està destinada a assolir la més gran popularitat i ha exercit de factor de cohesió de la Catalunya meridional. A més, els Quicos han encapçalat, des del 1993, les sessions de la Nit de les Terres de l'Ebre al Tradicionàrius.

### Canvi de segle
El 2000, al país van començar a proliferar els encontres i els festivals de folk, com ara el Festival de Cartellà que va portar per primer cop un model de festival folk similar al que es feia a França i altres llocs d'Europa, els cicles Ballabisaura, Solc, etc. al mateix temps que naixia una nova generació de grups que s'havien format al llarg dels noranta, amb nous fonaments, noves perspectives i noves tecnologies. Era una generació que no anhelava trencar amb al passat, però sí obrir nous camins per a una música folk que havia d'evolucionar i trencar motlles.
La llista d'aquests nous grups és llarga: Andana, Les Violines, Marsupialis, Pomada, La Carrau, Dusminguet, La Coixinera, Xot, Aïsha, Mesclat, Lisboa Zentral Cafè, Ensaladilla So Insistent, Dúmbala Canalla, La Boina, Dijous Paella, De Calaix, Rauxa, Xerramequ Tiquis Miquis, Kaulakau, Amanida Folk, Xazzar, Sol i Serena, La Principal de la Nit, Lídia Pujol, La Troba Kung-Fú, El Belda i el Conjunt Badabadoc, Bruel, Els Catarres, Folkincats, Viotrònica, Mirna… I la veteraníssima Companyia Elèctrica Dharma, que viu una segona joventut, així com una formació reduïda del Grup de Folk que va reaparèixer el 2001.

## Illes Balears
A les Illes Balears i al País Valencià es va mantenir una continuïtat mínimament estable de la tradició, amb les bandes simfòniques, les festes de moros i cristians, les albaes, els bureos, les rondalles i el cant d'estil valencians, i el ball de bot, les sonades de xeremiers i ximbombers, els cossiers, les gloses i el cant redoblat propis de Mallorca, Menorca, Eivissa i Formentera.
A Eivissa, a mitjan anys seixanta, ja hi havia hagut una revifalla de la música folk balear amb artistes com Isidor Marí i Joan Marí ‘Murenu', que tant actuen junts com en solitari, fins que s'uneixen, el 1973, amb Victorí Planells, per crear el grup Uc. D'Eivissa a Menorca. Inspirats per aquesta banda, un grup d'artistes joves funda, el 1976, Traginada, amb l'objectiu de recuperar el patrimoni tradicional de l'illa. El grup es va dissoldre el 1980, però anys més tard S'Albaida va recuperar aquest llegat.
A Mallorca, la recuperació de la música folk arribaria més tard. A banda de les aportacions de Maria del Mar Bonet, no seria fins al 1977 que l'Escola de Música i Danses de Mallorca, amb seu a Palma, va aplegar un nucli de joves músics decidits a treballar i innovar el repertori tradicional mallorquí. La cantant Marusa Cano i els grups Aliorna i Música Nostra van ser els encarregats d'obrir el camí per a una reinterpretació més participativa del patrimoni musical insular. Aquesta iniciativa va tenir nombrosos seguidors, com Al-Mayurqa, Biel Majoral, Coanegra, Xiurell Elèctric, Sis Som, Ximbomba Atòmica, Herbes Dolces, Quart Creixent, Nou Romancer, Xaloc Música, Tramudança, Abeniara i tants altres. Cal destacar també la tasca desenvolupada per Toni Torrens, organitzador del Cap de Setmana de les Illes Balears al Tradicionàrius, i de la Trobada de Xeremiers de Sa Pobla.

## País Valencià
El País Valencià és el territori dels Països Catalans que ha viscut de manera més convulsa l'evolució de la música folk. El 1975 va debutar un grup que reinterpreta la música d'arrel pròpia: Al Tall, format per Vicent Torrent –antic membre de l'Equip València Folk, creat a imitació del Grup de Folk–, Manolo Miralles i Miquel Gil. Per la formació van desfilar molts instrumentistes, alguns dels quals van desenvolupar més endavant carreres pròpies, com Eliseo Parra o el mateix Miquel Gil.
El 1990, Toni Torregrossa, antic membre del grup Cànem, va fundar Urbàlia Rurana, que va donar pas a una nova nissaga de formacions. No obstant això, Torregrossa no va veure gaire futur al País Valencià i va decidir establir un contacte estable amb el Tradicionàrius, a Barcelona.
Durant les dues últimes dècades han aparegut moltes més formacions tradicionals, com Saó o Carraixet, Tres Fan Ball, El Cau del Llop, Sonadors de la Guaita, Riu Sec, La Romàntica del Saladar, Quamlibet, Aljub, Krama, Trencaclosques, Sitja, Màrius Asensi i 21 Grams, La Beniterrània –amb els cantadors Josep Aparicio ‘Apa' i Teresa Segarra–, Carles Dénia... I tres artistes més que han destacat per motius prou assenyalats: Miquel Gil, Mara Aranda –exmembre de Cendraires i L'Ham de Foc, i actualment implicada amb Solatge i Artcaica– i Pep Gimeno ‘Botifarra'.

## Catalunya Nord
A la Catalunya del Nord, sota administració francesa des de mitjan segle xvii, la situació política, social i cultural és ben diferent. Als anys seixanta triomfava Jordi Barre i una veterana Teresa Rebull. Més recentment, Pere Figueres i Gisela Bellsolà també conreen el cançoner popular, així com els col·lectius L'Agram i Guillem de Cabestany. A aquesta última formació pertany Maties Mazarico, un multinstrumentista que durant anys ha treballat la música folk nord-catalana i ha fundat els grups Crescendo i Els Ministrils del Rosselló Arxivat 2014-12-27 a Wayback Machine. amb el poliinstrumentista Ives Gras. Un comentari a part mereix el veí de Ceret Pascal Comelade, que ha fet palès l'interès per la música tradicional reinterpretant-la amb un sentit iconoclasta, com ha demostrat als seus treballs. Això queda clar a les col·laboracions amb el cantant rossellonès Gerard Jacquet.